# گالوانیزه گرم

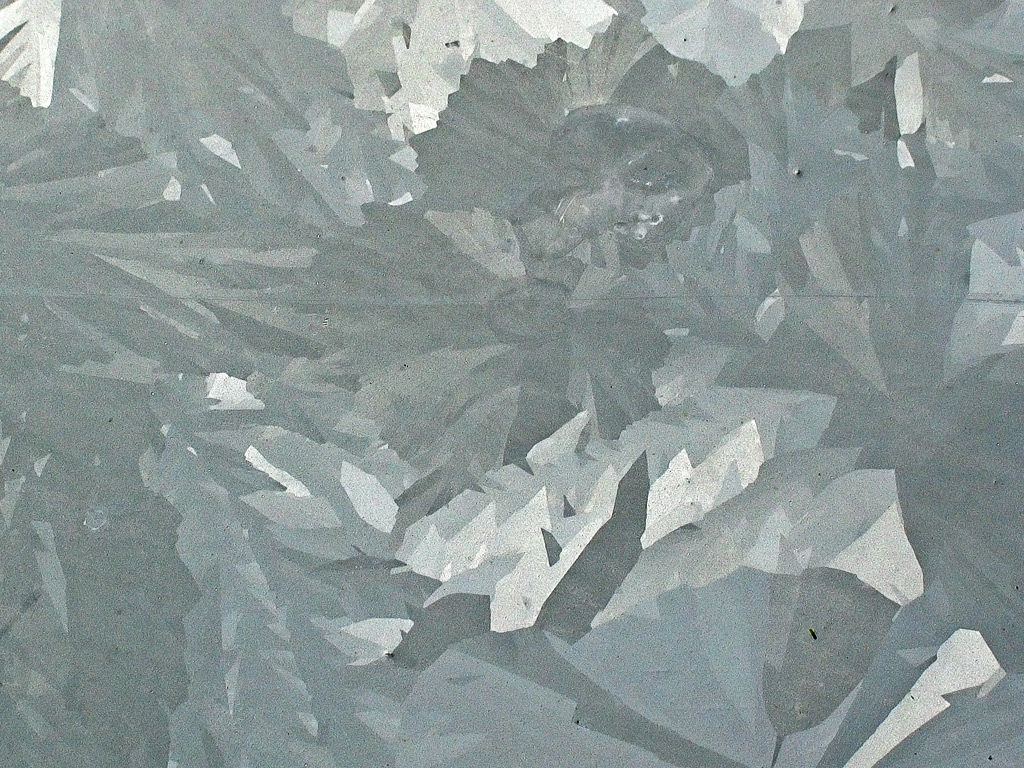
ساختار یک مادهٔ گالوانیزهٔ گرم‌شده

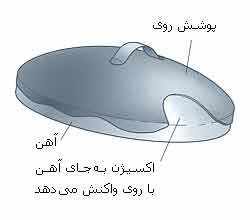
حفاظت پوشش روی از فلز در مقابل زنگ‌زدگی

گالوانیزه‌کردن به روش غوطه‌وری گرم به زبان ساده یک پوشش است که در آهن یا فولادی که از نظر ترکیب و طراحی مناسب برای گالوانیزه است توسط فروبردن در وان مذاب روی تشکیل می‌گردد. گالوانیزه به روش غوطه‌وری گرم نزدیک به ۱۵۰ سال است که کاربرد دارد. بیشتر رویی که در جهان تولید می‌شود جهت پوشش‌دهی مصرف می‌گردد. مهم‌ترین علت مقاومت روی به تجزیهٔ طبیعی، ماهیت مقاوم آن است. در این روش قطعهٔ مورد نظر در وان مذاب روی با دمای حدود ۴۶۰ درجهٔ سانتی‌گراد غوطه‌ور می‌شود. پس از خارج شدن قطعه، روی ابتدا با اکسیژن و سپس با کربن واکنش داده و لایه‌ای مقاوم نسبت به زنگ‌زدگی را تولید می‌نماید. این عملیات فلز را نسبت به زنگ‌زدگی مقاوم می‌نماید.

## تاریخچهٔ گالوانیزاسیون
گالوانیزاسیون قطعات و سازه‌های فلزی به منظور جلوگیری از خوردگی و مقاومت بیشتر در مقابل تأثیرات آب و هوایی انجام می‌شود پیشینهٔ این دانش به سال‌های ۱۷۳۷ تا ۱۷۹۸ بر می‌گردد که یک دانشمند ایتالیایی به‌نام لوییجی گالوانی در سال ۱۷۷۵ از دانشگاه BOLOGENS در مقام پروفسوری این دانشگاه در رشتهٔ کالبدشناسی به صورت اتفاقی دریافت که پای قورباغهٔ مرده زمانی که یک تکه فلز آن را لمس می‌کند حرکت می‌کند. او از این طریق دریافت که فلزات بر روی موجودات زنده اثر الکتروشیمیایی ایجاد می‌نمایند. گالوانی نتایج کارهایش را در سال ۱۷۹۱ منتشر کرد پژوهش‌های او راه را برای اتخاذ تصمیمات بزرگ در بین دانشمندان این عرصه هموارتر نمود. تا آن‌جا که آلساندرو ولتا نیز یک ایدهٔ مخالف را پیشنهاد کرد. او فکر می‌کرد دلیل این موضوع قوس فلزی است. بعد از این مجموعه آزمایش‌ها، بحث و بررسی روی الکتروتراپی در جانداران آغاز شد.

## گالوانیزهٔ گرم به روش غوطه‌وری
آهن و فولاد از زمان پیدایش، زندگی انسان را راحت کرده‌اند. به دلیل راحتی تولید، دوام و راحتی روش مونتاژ، فولاد تقریباً همه‌جا به‌کار برده می‌شود. بیشتر پیشرفت‌ها و ایجاد تکنولوژی‌ها با استفاده از فولاد به‌وجود می‌آید. خوردگی عامل بخش عمده‌ای از شکست و تخریب آهن و فولاد است و جلوگیری از آن اهمیت زیادی دارد.
فولاد تمایل به جذب اکسیژن دارد. این تمایل باعث خوردگی و تغییرات شیمیایی فولاد می‌شود و آن را از بین می‌برد؛ فولاد در نهایت به دلیل تجزیه متلاشی می‌شود. گالوانیزاسیون به روش غوطه‌وری گرم یک روش پوشش‌دهی به وسیلهٔ فلز روی است؛ و در نهایت فرایند پوشش، آهن با روی پیوند شیمیایی تشکیل می‌دهد. گالوانیزاسیون به روش غوطه‌وری گرم به زبان ساده یک پوشش است که در آهن یا فولادی که از نظر ترکیب و طراحی مناسب برای گالوانیزه است توسط فروبردن در وان مذاب روی تشکیل می‌گردد.
به روش گالوانیزه گرم در اصطلاح HOT-DIP-Galvanizing گفته می‌شود. در اصطلاحات رایج بازاری این روش را بانام‌های گالوانیزاسیون غوطه‌وری، وان یا حمام مذاب نیز می‌شناسند. برای گالوانیزه گرم یک محفظه یا مخزن از مذاب فلز روی (زینک) وجود دارد که قطعه فلزی مثل ورق را درون آن فر برده و بعد از مدت زمان مشخصی بیرون می‌آورند و خنک می‌کنند تا لایه‌ای از مذاب روی بر روی قطعه ایجاد شود. روش غوطه‌وری گرم از قدیمی‌ترین و رایج‌ترین روش‌ها به شمار می‌رود.
گالوانیزه به روش غوطه‌وری گرم نزدیک به ۱۵۰ سال است که کاربرد دارد. بیشتر رویی که در جهان تولید می‌شود جهت پوشش‌دهی مصرف می‌گردد. مهم‌ترین علت مقاومت روی به تجزیهٔ طبیعی، ماهیت مقاوم آن است.

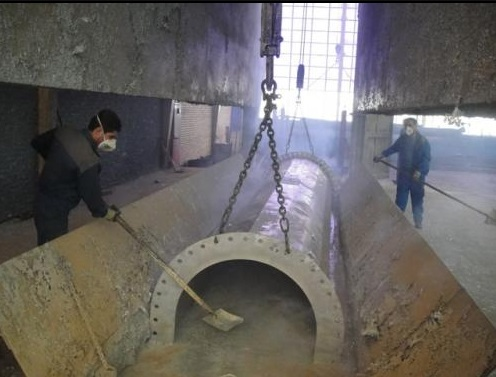
,گالوانیزهٔ گرم در ایران

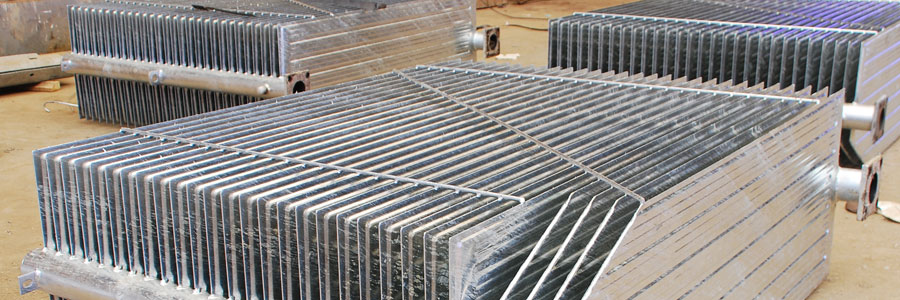
یک رادیاتور پس از انجام عملیات گالوانیزهٔ گرم

## مراحل انجام و نکات مهم در عملیات گالوانیزهٔ گرم

### گزینش فولاد
انجام یک روکش گالوانیزه دارای مبنای واکنش متالورژی بین فولاد و روی ذوب شده‌است که منجر به شکل‌گیری چندین لایه مرکب آهن، روی (برای مثال گاما، دلتا، زتا) می‌گردد. مضافاً از روی ذوب شده به سطح لایه‌های مرکب می‌چسبد.
معلوم شده‌است که ماهیت سازه‌های واقعی روکش گالوانیزه شده ممکن است طبق ماهیت واقعیت شیمیایی فولادی که می‌بایست گالوانیزه شود اصلاح شده باشد، عناصر خاص یافت شده در فولادها معلوم شده‌است که دارای تأثیر بر روی ساختار روکش است. عناصر کربن از ۲۵٪، فسفر بیش از ۰٫۰۴ درصد یا منگنز بیش از ۱٫۳ درصد باعث تولید روکش‌هایی می‌گردد که متفاوت از روکش‌های مشخص شده در شکل ۱ است. فولادهای حاوی سیلیکون در ۰٫۰۴ یا ۰٫۱۵ یا بالاتر از ۰٫۲۲ درصد می‌تواند نرخ‌های رشد روکش گالوانیزه‌شده‌هایی تولید نمایند که بسیار بالاتر از نرخ فولادهایی است که سطح سیلیکون آن‌ها کمتر از ۰٫۰۴ درصد و بین ۰٫۱۵ درصد یا بالاتر از ۰٫۲۲ درصد است.
مطالعات اخیر نشان داده‌است که حتی در مواردی که سیلیکون و فسفر به صورت مستقل در حدود مطلوب حفظ شده‌اند، نوعاً دارای نمای ظاهری خالداری یا خاکستری تیره است.

### تحویل بار
جهت گالوانیزه نمودن قطعاتی که انتهای آن‌ها مسدود شده و امکان جمع شدن مذاب روی در آن مناطق است سوراخ‌هایی جهت تخلیهٔ مذاب تعبیه گردد.
مخازنی که فقط سطح خارج آن‌ها گالوانیزه می‌شود جهت جلوگیری از انفجار این قطعات در داخل آب مذاب می‌بایست به لوله‌هایی جهت ورود و خروج هوا هنگام غوطه‌وری در وان مذاب مجهز شوند که ارتباط فضای داخل مخزن را با فضای بیرون از وان برقرار می‌نمایند.
در هنگام ساخت پیچ و مهره‌هایی که به‌صورت گالوانیزهٔ گرم پوشش داده می‌شود باید مهره‌ها را با تلرانس بالاتری ساخت تا به علت افزایش ضخامت پیچ و مهره در اثر قرار گرفتن روی بر سطح آن‌ها هیچ‌گونه مشکلی در هنگام باز و بسته کردن مهره به وجود نیاید.
قطعاتی که باید مورد عملیات گالوانیزهٔ گرم قرار گیرند نباید توسط رنگ روغنی یا اسپری مارک‌زنی شوند. این قطعات می‌بایست از طریق مارک‌های سمبه‌ای (حک‌شدنی) و با مارک‌های آویختنی شماره‌گذاری شوند.

### فاصله‌گذاری
به منظور تماس کامل اسید با سطح فلز لازم است که بین قطعات، به نحوی فاصله ایجاد کرد. ساده‌ترین و مناسب‌ترین روش موجود استفاده از زنجیر است. روش‌های دیگر را با توجه به ابعاد قطعه و شکل هندسی آن می‌توان به کار برد لازم است ذکر شود که در مجموع قطعات باید به نحوی قرار گیرند که هوا در هیچ قسمتی گیر نیفتد. همچنین در زمانی که از اسید خارج می‌شوند به‌راحتی اسید از سطح قطعات تخلیه شود. در صورتی که فاصله‌گذاری به‌طور صحیح انجام نشود و قطعات به هم بچسبند در مرحلهٔ گالوانیزه کردن محل‌های چسبیده به صورت سوختگی نمایان خواهند شد. سنگینی بیش از حد، به‌خصوص در مورد قطعات مسطح باعث می‌گردد در قسمت تماس زنجیر با قطعه اسیدشویی صورت نگیرد و جای آن به‌صورت سوختگی‌های ریز و خطی نمایان شود. در صورتی که قطعات دارای رنگ باشند بهتر است تمام قطعات رنگ‌دار را جدا کرده و در یک قسمت از بسکت و در کنار هم قرار دهیم تا در حین شارژ (شانه‌گذاری) قطعات سنگ‌کاری شود.
قطعات بزرگ بنا بر شکل هندسی که دارند ممکن است به‌صورت جدا و یکی‌یکی اسیدشویی شوند که احتیاج به فاصله‌گذاری ندارند، در قطعه دارای هر شکلی و به هر اندازه‌ای که باشد باید طوری در وان قرار گیرد که اسید به تمام سطوح برسد.

### تمیزکاری
این مرحله شامل تمیز کردن سطح فلز برای انجام عملیات گالوانیزهٔ گرم است و کارهایی همچون گریس‌زدایی، اسیدشویی و … انجام می‌شود.

### ایمنی در کارگاه اسید
هیدروکلریک اسید (جوهر نمک) دارای فراریت بالایی بوده و به میزان بی‌نهایت قابلیت حل شدن در آب را دارد. به همین علت در محیط کارگاه، بخارات اسید وجود دارد و هرجایی که رطوبت وجود داشته باشد می‌توان محلول اسید را مشاهده کرد. به‌ویژه مخاط بینی که بعد از مدتی حساسیت خود را از دست خواهد داد. بر روی دندان‌ها و لثه که بعد از مدتی لکه‌های سیاه‌رنگ بر روی دندان‌ها قابل مشاهده است. ریه‌ها در زمان طولانی‌تری آسیب وارده را بروز خواهند داد ولی مهم‌ترین و خطرناک‌ترین نوع آسیب خواهد بود. در موارد معدودی، ناراحتی‌های معده نیز دیده شده‌است. در مواردی که بخارات اسید افزایش یابد سوزش چشم‌ها، سرفه‌های عمیق، التهاب پوست صورت دیده شده‌است.

### تعمیر و نگهداری کارگاه اسید
شست‌وشوی مرتب کف کارگاه، بازدید قسمت‌های عایق‌کاری شده (فایبرگلاس) برای اطمینان از عدم نشت اسید، کنترل دمای وان آب گرم اولیه و مشعل وان، در صورت استفاده از سیستم‌های گرم‌کننده بازدید و اطمینان از صحت کارکرد سیستم و عدم نشت آب به وان اسید در زمان تخلیهٔ اسید مصرفی، شست‌وشوی وان و بازدید بدنهٔ وان، تخلیهٔ لجن‌ها و احتمالاً قطعاتی که در وان افتاده‌اند.

### محلول فلاکس
فلاکس محلولی است شامل کلرور روی –نشادر و آب به نسبت‌های مختلف که معمولاً ۵۰٪ آب و ۵۰٪ مواد جامد را شامل می‌شود. نسبت نشادر به کلرور روی از ۱ به ۱۰ تا ۴ به ۵ قابل تغییر است که به‌طور تجربی و بر اساس نوع کار می‌توان این درصدها را تغییر داد پی‌اچ محلول فلاکس حدود ۵٫۴ تا ۵ است که در حین کار کاهش می‌یابد ولی حتی‌الامکان از پی‌اچ حدود ۳ به پایین باید توسط قلیاها مثل آمونیاک، پی‌اچ را بالا برد. دمای محلول بین ۵۰ تا ۶۰ بهترین کارکرد را دارد. بعد از مدتی میزان آهن فلاکس افزایش خواهد یافت و در زمانی که از ۳٫۰ گرم در لیتر بیشتر شد باید آن را با عملیات شیمیایی مخصوص تصفیه نمود
دمای محلول موجود در حوضچهٔ فلاکس در حین کار باید ۵۰ تا ۶۰ درجهٔ سانتی‌گراد باشد. این دما سبب گرم شدن قطعات و خشک شدن بهتر در پیشگرم شده و در عین حال تبخیر سطحی آب در این دما مانع رقیق شدن فلاکس می‌شود. همچنین در این دما واکنش‌های تمیزکننده تا حدی انجام شده و ویسکوزیتهٔ محلول بر اثر گرما پایین می‌آید و این امر باعث می‌شود که از روی قطعات، بهتر چکیده می‌شود و مقدار کمتری از آن بر روی قطعات باقی مانده و اتلاف محلول کمتر شود.

### خنک کردن قطعات
واکنش‌های بین آهن و روی حتی پس از انجماد لایهٔ روی، به‌علت گرمای باقی‌مانده و دمای نسبتاً بالا ادامه می‌یابند. این واکنش‌ها پس از فرو بری، در مواردی که قطعات گالوانیزه شده را در نزدیکی هم قرار دهند و مانع خنک شدن آن‌ها بشوند پیش می‌آید. در چدن در این حالت ظرفیت گرمایی بالایی موجود است که دمای بالا را تا مدت زمان قابل توجهی حفظ می‌کند. در این صورت بخشی از لایهٔ روی خالص یا تمام آن تبدیل به لایهٔ آلیاژ آهن و روی شده و در نتیجه رنگ قطعه برگشته و خواص پوشش نیز تغییر خواهد کرد. برای اجتناب از دیر خنک شدن، قطعات را پس از گالوانیزه شدن باید با فاصلهٔ کمی از هم قرار داد تا هوا بتواند آزادانه میان آن‌ها گردش داشته باشد. در مورد قطعاتی که دارای سطح بزرگ هستند یا فولادهایی که ترکیبات آن‌ها مناسب برای رشد لایهٔ آلیاژ باشد لازم است که خنک کردن اجباری و سریع توسط هوا یا آب صورت گیرد.

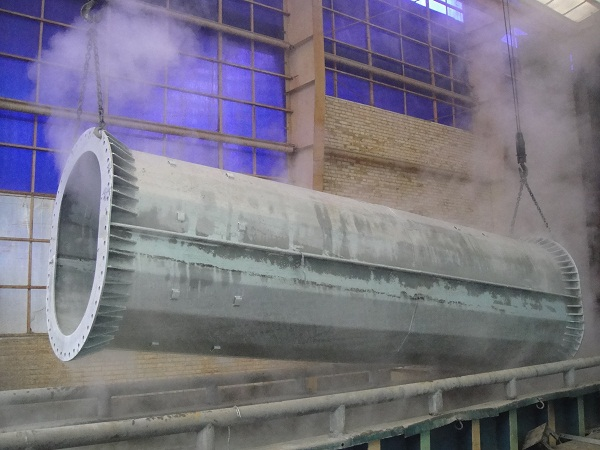
وان آب در فرایند خنک کردن قطعات

### عملیات پس از گالوانیزه
بازدید و کنترل قطعات تولیدی باید پس از گالوانیزه شدن انجام گیرد تا از کیفیت آن مطمئن شد و در صورت بروز اشکال یا نقصی سریعاً برطرف گردیده یا از ادامهٔ تولید تا رفع عیب جلوگیری شود.
سوهان‌کاری سرآبه‌های قطعه (معمولاً در انتهای قطعات در اثر خروج از مذاب و حرکت مذاب بر روی قطعه، روی منجمد شده که اصطلاحاً شرآبه می‌نامند) باید به میزانی باشد که لایهٔ روی تخریب نگردد و فقط لایهٔ اضافی از بین برود تا ظاهر قطعه حفظ شود در صورتی که لایهٔ روی تخریب شود بعد از مدتی زنگ آهن به صورت لکهٔ زردرنگ دیده خواهد شد.

## فواید گالوانیزهٔ گرم

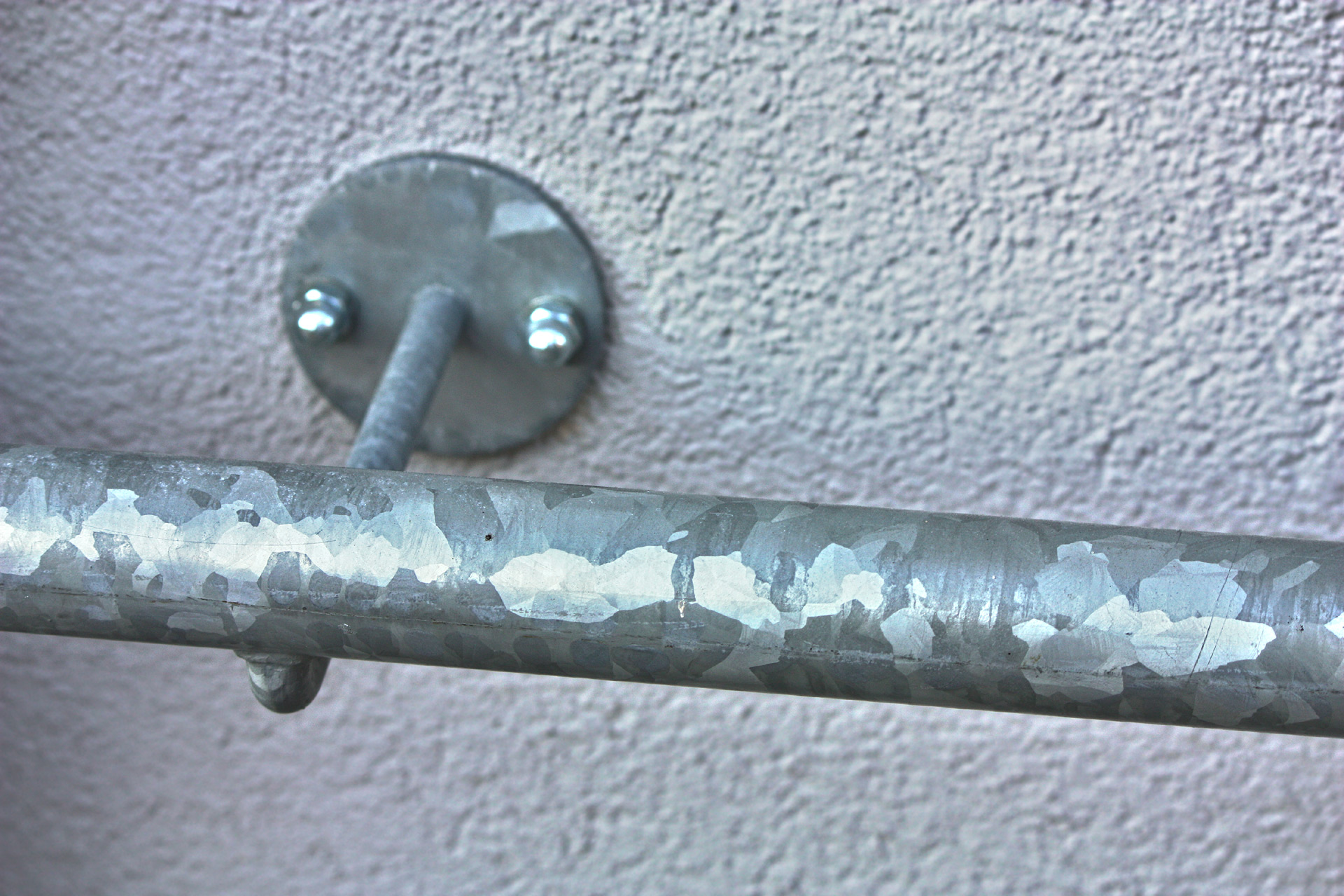
تصویر مربوط به مقاومت گالوانیزهٔ است

### هزینهٔ پایین
در بسیاری از موارد، گالوانیزاسیون ارزان‌ترین روش نسبت به سایر روش‌های پوشش‌دهی است. در حال حاضر هزینهٔ مربوط به گالوانیزاسیون پایین‌تر از هزینه‌های مربوط به رنگ‌آمیزی است و پوشش‌های جایگزین به‌خصوص رنگ‌آمیزی هزینهٔ بیشتری را نسبت به گالوانیزاسیون دارد. بدیهی است که گالوانیزاسیون گرم به روش غوطه‌وری روشی است که می‌تواند تعداد بسیار زیادی از قطعات را با هزینه و نفر ساعت (نیروی انسانی) کم پوشش دهد. قطعاً نیکل، کروم و طلا جهت مقاومت در برابر خوردگی بسیار بهتر از روی هستند. اما نمی‌توان کلیه فولاد به‌کار برده شده در ساختمان را با طلا پوشش داد.
پوشش‌های نیکلی، برنزی و برنجیِ فولادی که پوشش آن آسیب دیده‌است مستقیماً در معرض خوردگی قرار می‌گیرد (فولاد می‌پوسد اما پوشش باقی می‌ماند) اما در گالوانیزاسیون روی خود را فدا می‌کند. به عبارتی دیگر خوردگی تنها در مناطق آسیب دیده باقی می‌ماند. و جهت جلوگیری از گسترش آن می‌توان تنها نقطهٔ آسیب‌دیده را تعمیر کرد.

### قابلیت پاسخگویی سریع
محافظت از خوردگی می‌تواند در چند دقیقه توسط گالوانیزاسیون گرم به وجود آید اما رنگ‌آمیزی به چند هفته زمان نیاز دارد و شما باید منتظر شرایط هوای خوب بمانید. در گالوانیزاسیون گرم محافظت از خوردگی در همان کارخانهٔ گالوانیزه به‌وجود می‌آید و می‌توان قطعات را جهت نصب و مونتاژ به جای دیگری منتقل کرد و دیگر نیازی به پرداخت هزینه جهت حمل و نقل دوباره نیست.

### آسانی در بررسی کیفیت
چک کردن عبارت‌است از کنترل ضخامت پوشش بر اساس استاندارد ISO 1461 - ASTM- A123 - ISIRI آزمایش‌ها توسط میکرومترها یا روش‌های غیرتخریبی انجام می‌شود. به همین دلیل فولاد گالوانیزه شده مقاومت بیشتری دارد به آسیب‌های مکانیکی حاصل از حمل و نقل و انبارش و مونتاژ و این امر اجازه می‌دهد تا فولاد گالوانیزه شده به هر کشوری حمل شود و به دلیل مقاومت خوب فولاد گالوانیزه شده می‌تواند جهت طراحی در مناطقی که فرسایش وجود دارد مورد استفاده قرار گیرد گالوانیزه گرم شامل فروبردن فولاد در روی مذاب است و از این طریق تمام سطوح درونی و بیرونی، گوشه‌ها و حتی لبهٔ سطوح و همهٔ فضاهای غیرقابل حفاظت توسط روی پوشش داده می‌شود و تمامی گوشه‌ها و لبه‌های باریک که توسط رنگ یا اسپری یا سایر پوشش‌ها به صورت ضعیف پوشش داده می‌شود در گالوانیزاسیون گرم به‌خوبی کلیهٔ سطوح پوشش داده می‌شود.

## نگارخانه

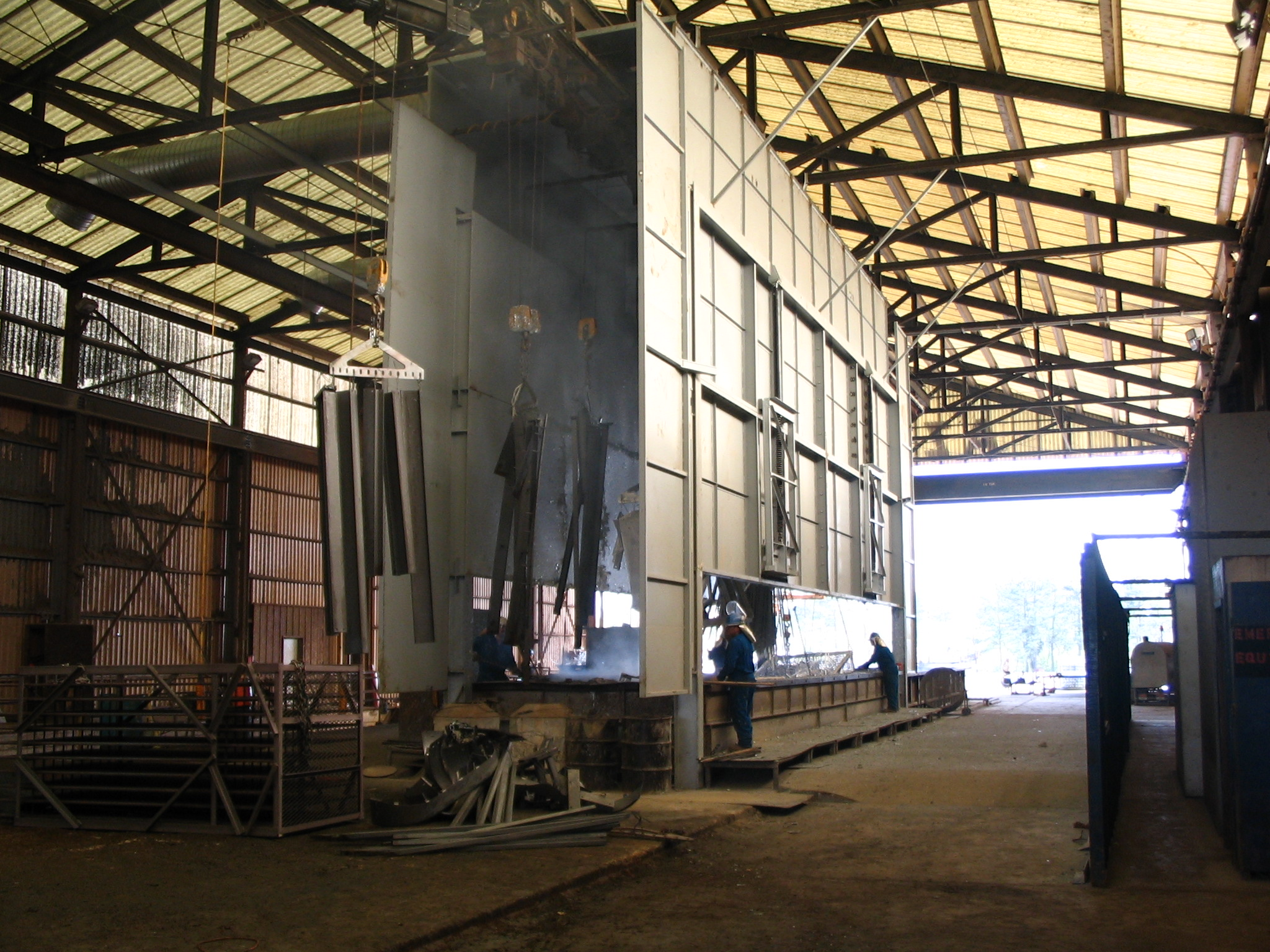
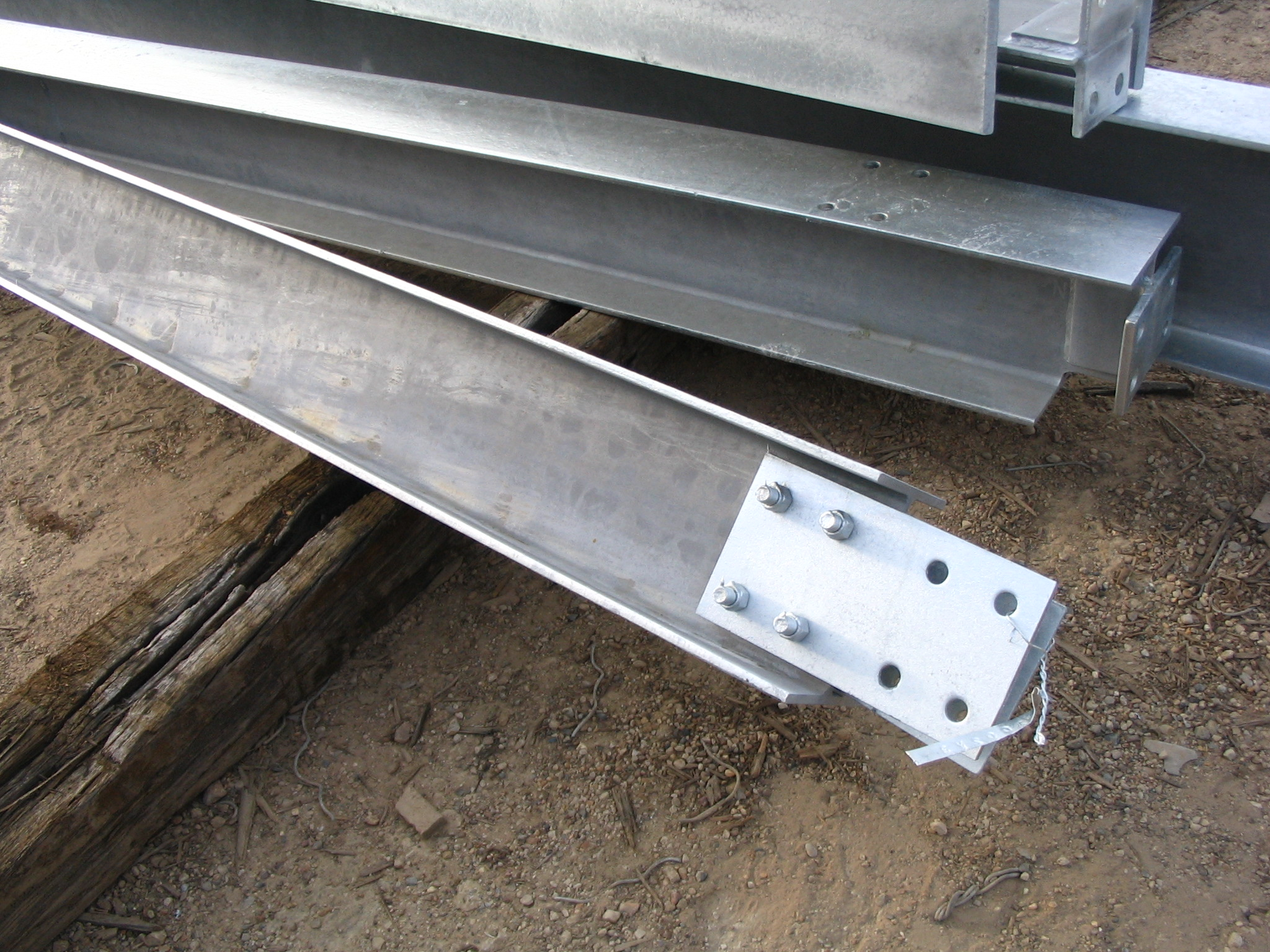
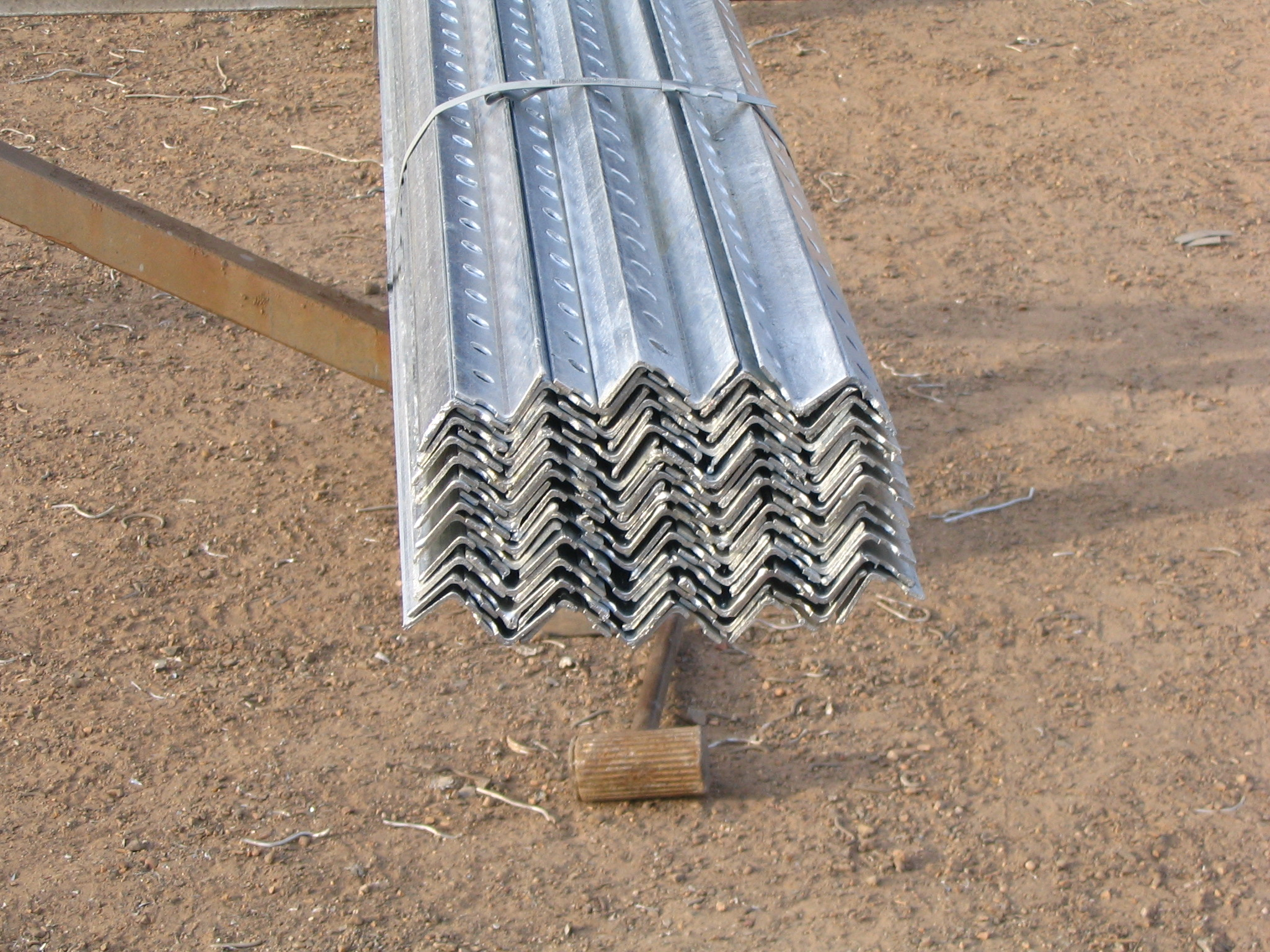
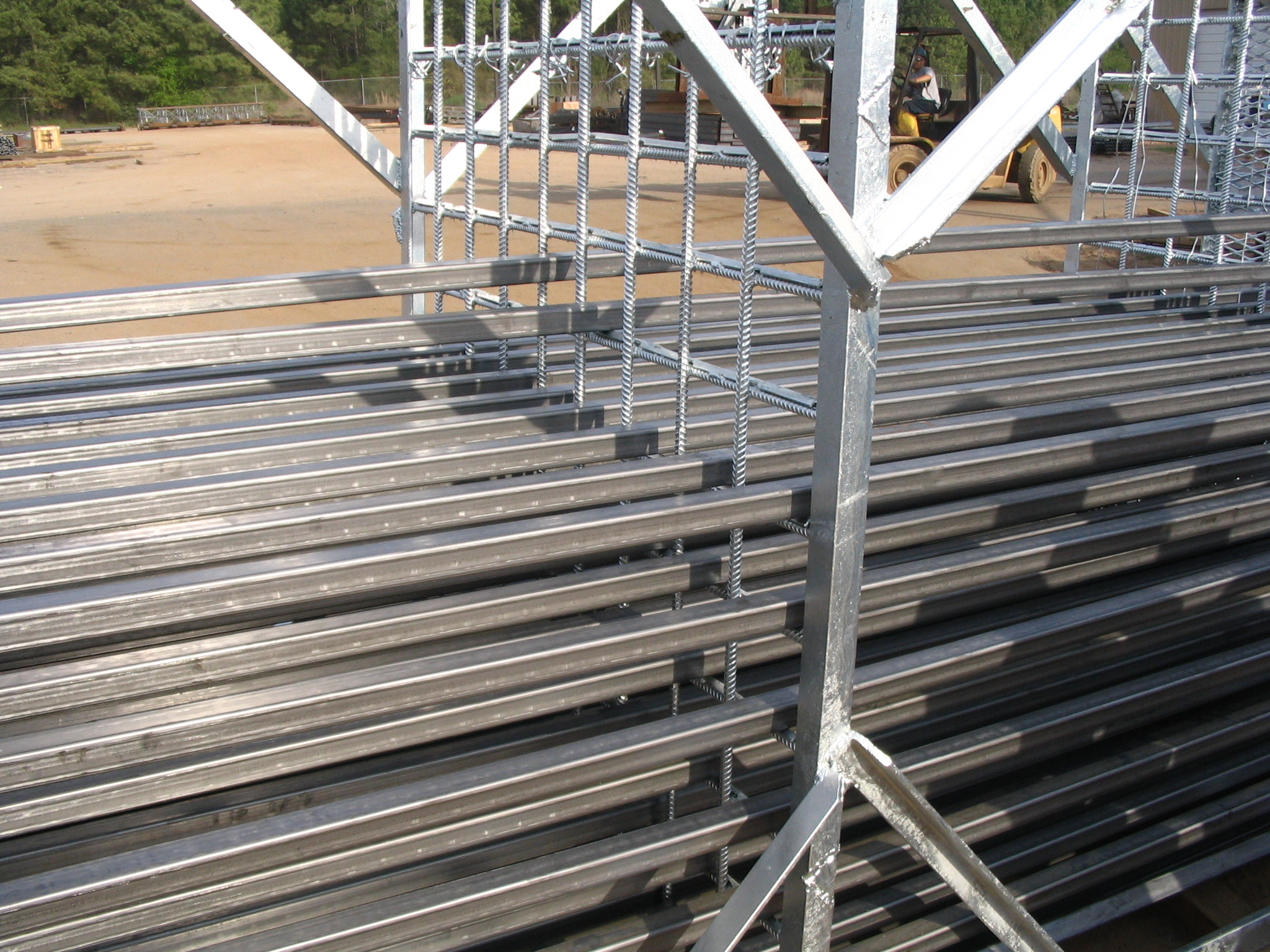